# ريكاردو نيفيس
ريكاردو نيفيس هو لاعب كرة قدم برتغالي في مركز حراسة المرمى، ولد في 7 يناير 1989 في قلمرية في البرتغال. لعب مع نادي بوافيشتا ونادي فارزيم ونادي فارنزي ونادي ماريتيمو ونافال.

## وصلات خارجية
- ريكاردو نيفيس على موقع قاعدة بيانات كرة القدم.إي يو (الإنجليزية)
- ريكاردو نيفيس على موقع Soccerway.com (الإنجليزية)